# L'Équipe
L'Équipe (Frans voor De Ploeg) is een Franse krant die gespecialiseerd is in sport. De krant is vooral bekend door haar grote rol bij de organisatie van de Ronde van Frankrijk en de Dakar-rally en besteedt veel aandacht aan het Franse rugby en voetbal.

## Geschiedenis

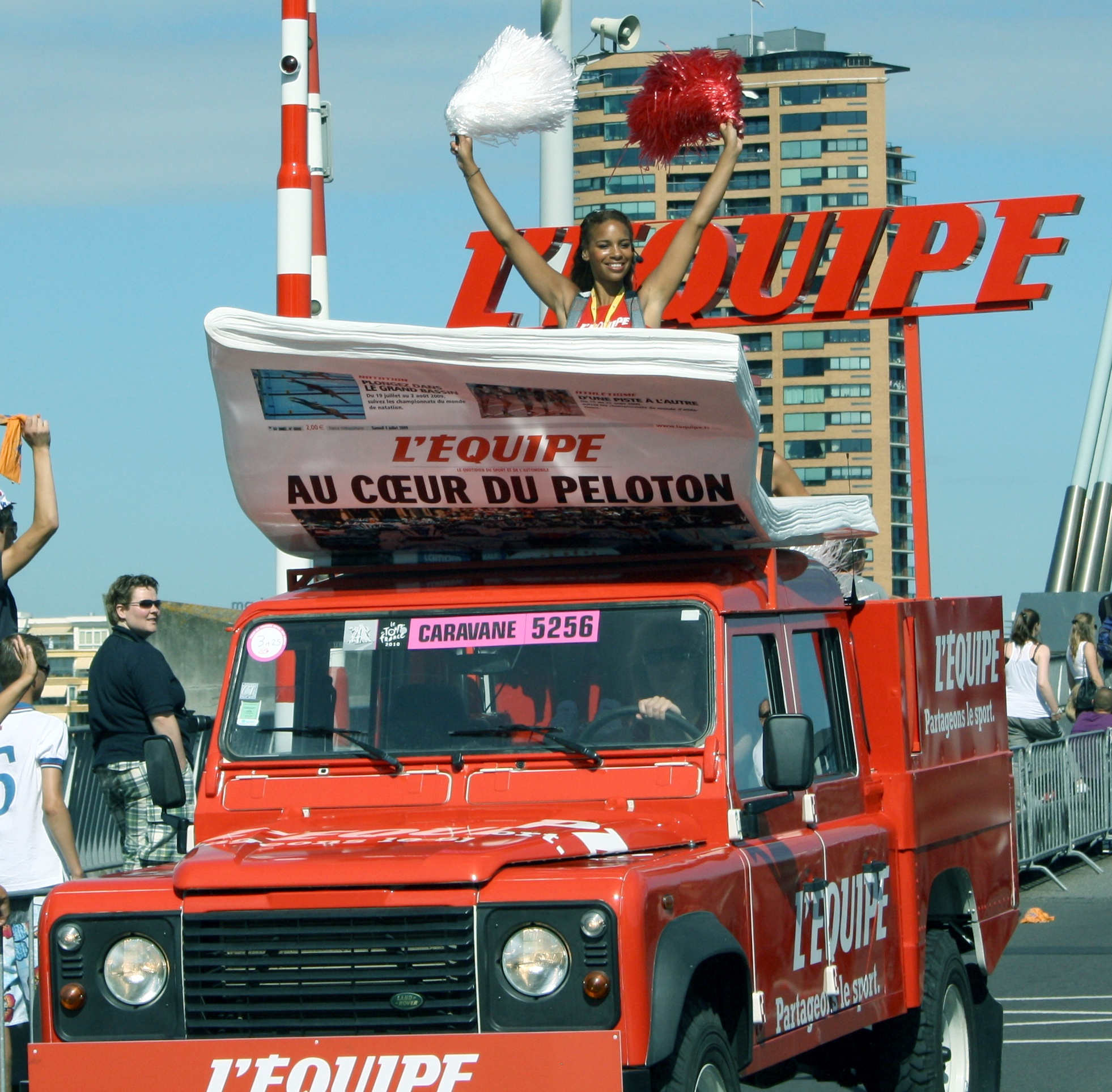
L'Équipe in de reclamekaravaan van de Ronde van Frankrijk 2010

L'Équipe komt voort uit het blad L'Auto Vélo, waarvan Henri Desgrange hoofdredacteur was. Na een aanklacht wegens schending van merkenrecht door het al bestaande blad Le Vélo werd Desgranges blad omgedoopt in L'Auto. Na de Tweede Wereldoorlog veranderde het opnieuw van naam: het werd nu L'Équipe. Ook Jacques Goddet en Jean-Marie Leblanc, beiden directeur van de Société du Tour de France, werkten voor L'Équipe, nog altijd de grootste sportkrant van Frankrijk. Indirect is de krant eigendom van de Amaury Sport Organisation, de huidige organisatie van de Ronde van Frankrijk.
In 1955 richtte L'Équipe een Europees voetbaltoernooi op voor clubteams, wat we vandaag de dag kennen als de UEFA Champions League.